# 卡德鲁斯
卡德鲁斯（法語：Caderousse，法語發音：[kadʁus]）是法国普罗旺斯-阿尔卑斯-蓝色海岸大区沃克吕兹省的一个市镇，属于阿维尼翁区。

## 地理
卡德鲁斯（44°6'10"N, 4°45'23"E）面积32.39 平方千米，位于法国普罗旺斯-阿尔卑斯-蓝色海岸大区沃克吕兹省，该省份为法国东南部内陆省份，北起德龙省，西北接阿尔代什省，西接加尔省，南至罗讷河口省，东南角与瓦尔省接壤，东临上普罗旺斯阿尔卑斯省。
与卡德鲁斯接壤的市镇（或旧市镇、城区）包括：蒙福孔、许斯克朗、科多莱、洛丹-拉杜瓦斯、奥朗日、皮奥朗克。

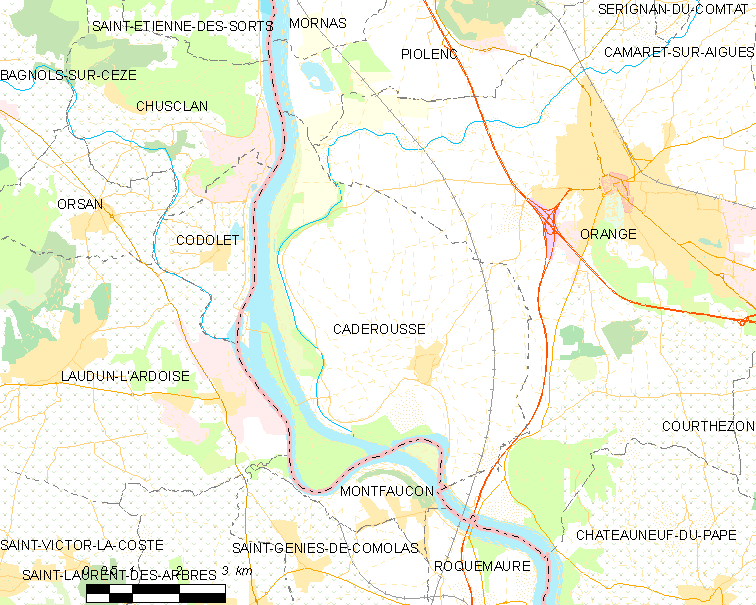
卡德鲁斯的OSM定位图

卡德鲁斯的时区为UTC+01:00、UTC+02:00（夏令时）。

## 行政
卡德鲁斯的邮政编码为84860，INSEE市镇编码为84027。

## 政治
卡德鲁斯所属的省级选区为奥朗日县。

## 人口

1962-2008年间卡德鲁斯人口变化图示

卡德鲁斯于2022年1月1日时的人口数量为2541人。